# Luluovci
Luluovci byla krátce existující muslimská dynastie v Mosulu, která nastoupila po dynastii Zengíovců. Zakladatel dynastie Badr al-Dín Lu'lu' byl původně otrok arménského původu mosulského emíra Nur al-Dína Arslana, od něhož obdržel funkci správce, později se sám stal vládcem nad Mosulem. Byl však nucen reagovat na tehdejší expanzi Mongolů na Blízkém východě. Uznal svrchovanost obrovské Mongolské říše a podporoval Mongoly v dalších výbojích. Badr al-Dínem založená Luluovská dynastie však neměla dlouhého trvání. Byla předčasně ukončena Mongoly poté, kdy jeho syn a nástupce Ismaíl se neúspěšně pokusil o povstání.

## Historie

### Atabeg v Mosulu
Badr al-Dín Lu'lu' byl arménský konvertita k islámu a otrok. V letech 1211–1234 vládl v Mosulu jako atabeg pod Zengíovci, přičemž uznával svrchovanost jak Ajjúbovců tak i abbásovského chalífy v Bagdádu. Nakonec se Badr al-Dín mohl sám zmocnit vlády nad Mosulem. Dosáhl toho tak, že zavraždil posledního zengíovského vládce Mosulu, emíra Násira al-Dín Mahmúda, ten zemřel na následky uškrcení nebo vyhladovění.

### Mosulský emirát

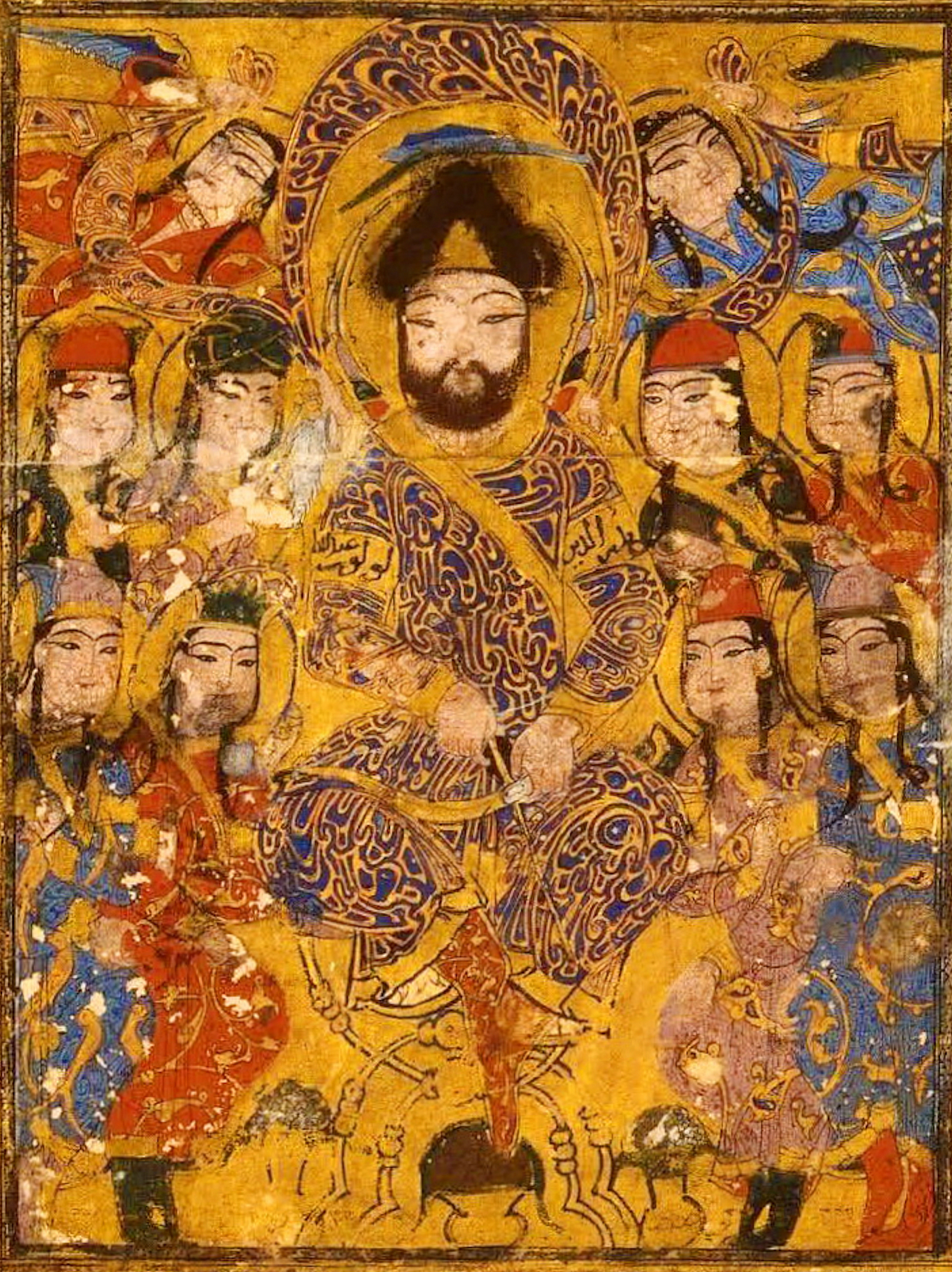
Badr al-Dín Lu'lu'

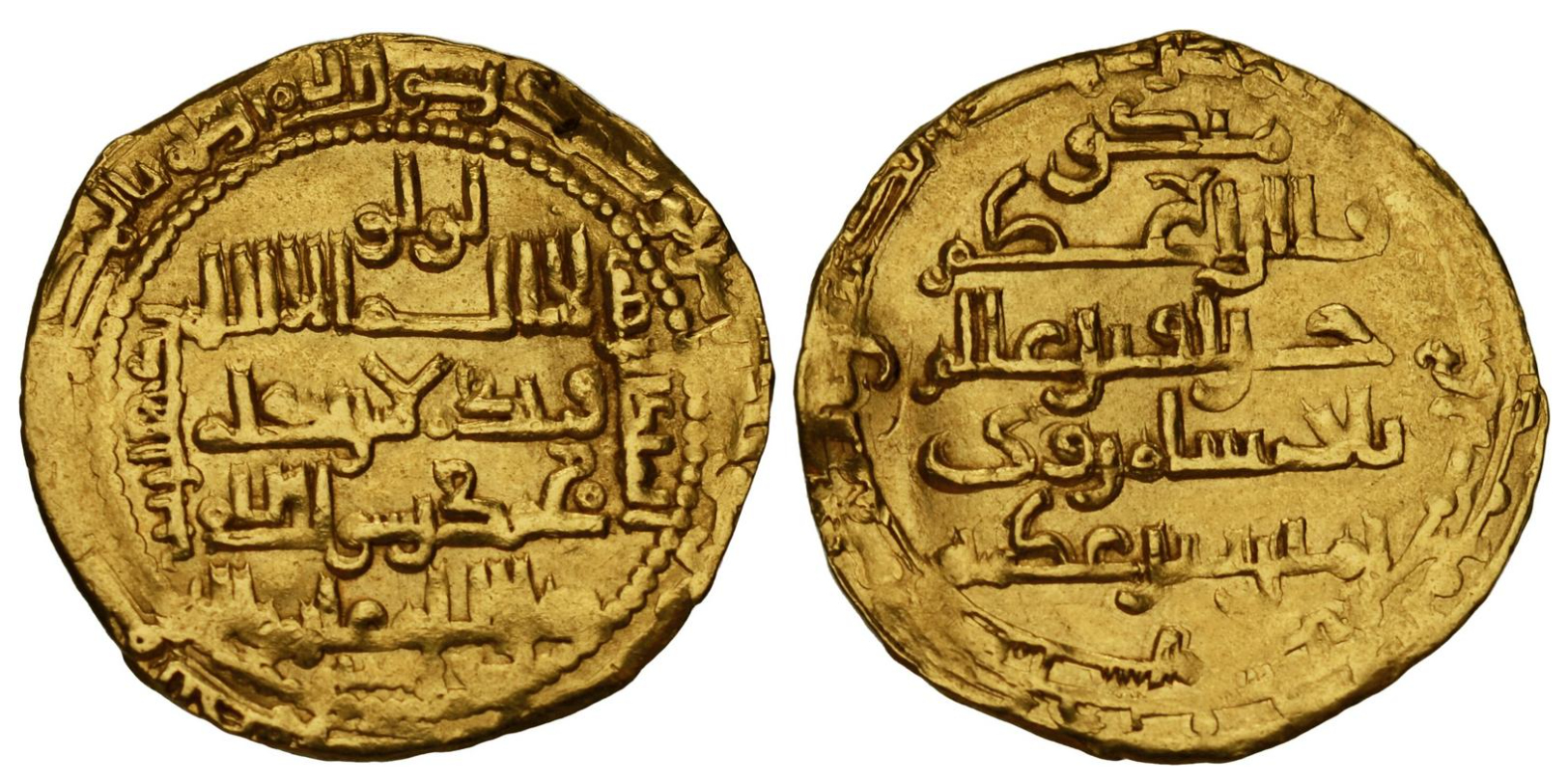
Mince Badr al-Dína uznávající chána Möngkeho

Po vytlačení Zengíovců se mohl Mosul osamostatnit a Badr al-Dín založit vlastní vládnoucí dynastii, jako vládce byl uznán i chalífou Bagdádu.
V roce 1243 Mongolové drtivě porazili turecké vojsko Rúmského sultanátu v bitvě u Köse Dağu. Tímto vítězstvím stvrdili svou nezpochybnitelnou dominanci v Malé Asii, takže i okolní země se raději staly vazaly Mongolské říše. Podobně jako kilíkijský král Hethum I., také Badr al-Dín přijal svrchovanost Mongolů a podporoval je na jejich dalším tažení, tentokrát proti abbásovskému chalífátu s centrem v Bagdádu. Krátce na to mosulský emír zemřel v roce 1259. Jako vládce byl znám jako milosrdný a pragmatický panovník, přestože válčil s jezídskými Kurdy na svém vlastním území, toleroval křesťanství.

### Zánik dynastie
Badrův syn Ismaíl íbn Lu'lu' pokračoval v otcových stopách a podporoval Mongoly ve výbojích proti poslednímu ajjúbovskému vládci v Sýrii a poté také proti egyptským Mamlúkům. Roku 1260 však byli Mongolové mamlúky poraženi v bitvě u Ajn Džálútu a Ismaíl jejich oslabení využil jako příležitost k vlastní vzpouře proti mongolské nadvládě. Ti pak pod vedením chána Hülegü roku 1262 oblehli Mosul a po devíti měsících obléhání ho zpustošili.